# Salah Eddine Dahmoune
Salah Eddine Dahmoune, né le 8 décembre 1964 à Guelma, est un haut fonctionnaire algérien nommé ministre de l'Intérieur le 31 mars 2019.

## Biographie
Salah-Eddine Dahmoune nait le 8 décembre 1964 dans la wilaya de Guelma. Après une scolarité à l'école primaire El feth jusqu'à 1973, il poursuit sa scolarité à l'école Ben Tabib Abderrachid dans la wilaya de Bordj Bou Arreridj.
Il obtient son baccalauréat en 1984 au lycée Said Zerrouki. Admis à l'École nationale d'administration d'Alger d'où il obtient son diplôme en 1988 dans la spécialité administration de la santé. 
Le 3 décembre 2019, lors d'un discours devant le Conseil de la nation, la chambre haute du Parlement, Dahmoune qualifie les opposants aux élections présidentielles de 2019,  de « pseudos-algériens », de « traîtres »,  de « mercenaires », « pervers » et d’« homosexuels » qui « véhiculent les idées restantes du colonialisme »,.  À la suite de ses propos qui suscitent des réactions très majoritairement scandalisées il a été convoqué par le chef de l'état Abdelkader Bensalah. 
À la suite de la démission du gouvernement Bedoui, alors que tous les ministres sont chargés de poursuivre la gestion des affaires courantes, Salah Eddine Dahmoune a été limogé par le nouveau président de la République Abdelmadjid Tebboune.
Il a été placé en détention provisoire le samedi 8 mars 2025 à la prison de Koléa, dans le cadre d'une affaire de corruption.

## Fonctions
- 2 avril 2019 - 19 décembre 2019 : Ministre de l'intérieur
- 2017-2019 : Secrétaire Général du Ministère de l'Intérieur
- 2016-2017 : Chef de cabinet du Ministre de l'Intérieur
- 2010-2016 : Directeur des finances et des moyens au Ministère de la formation professionnelle
- -2010 : Directeur des finances et des moyens au Ministère de la santé
- 2000-2005 : Membre du Conseil Economique et Social